# 丹波新聞社
株式会社丹波新聞社（たんばしんぶんしゃ）は、兵庫県丹波市に本社を置く日本の新聞社。丹波新聞の発行元である。

## 概要
同社が発行する丹波新聞は日曜、木曜の週2回発行で、丹波市、丹波篠山市を配達区域とするほか、両市外在住の出身者などに郵送し、約13,000部を発行。購読料は月極め1,255円。自家印刷する。

## 沿革
1924年（大正13年）10月、憲政会（後に立憲民政党）系の地域政治グループ「氷上立憲青年会」の機関紙として創刊された「丹陽新聞」を前身とする。創刊号には当時首相の加藤高明らが祝詞、揮毫を寄せている。同紙は間もなく経営困難となったが、丹波新聞社初代社主となる小田嘉市郎（1889年 - 1971年）が1929年（昭和4年）に経営を引き継いで「丹波新聞」と改題。政治新聞の色彩を改めて、商業紙に徹する編集方針で読者を増やした。
戦時体制下の1941年（昭和16年）、政府の言論統制に伴って休刊を余儀なくされたが、1947年（昭和22年）に復刊。1963年（昭和38年）より現在の週2回発行体制となり、その後、篠山支局開設や「篠山版」発行などにより、従来の丹波市内中心から丹波篠山市に読者を広げている。

## 特色

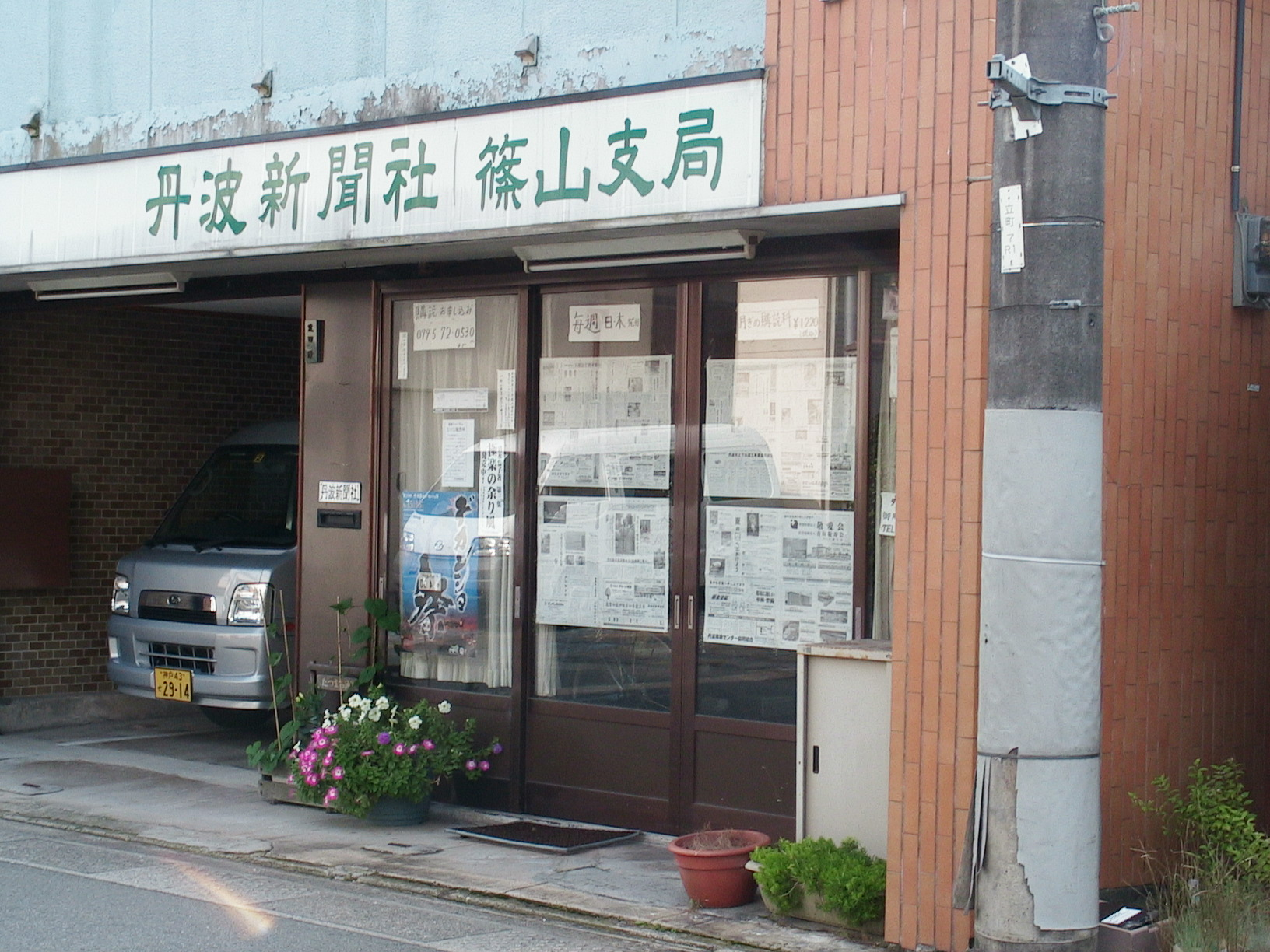
丹波新聞社篠山支局（丹波篠山市）

県内の限られた地域を対象とした「地域新聞」として戦前からの歴史を持つのは、全国的にも珍しい存在。「地域を活性化し、元気づける」ことを基本方針とし、同時に世界にも視野を広げた「グローカル（ローカル+グローバル）」を目指す。
2005年頃より起きた地方病院の医師不足問題では、「県立柏原病院の小児科を守る会」という、若いお母さんたちのグループと連携。「コンビニ受診（コンビニに行く感覚で深夜を問わず病院に駆け込むような行動）を控えよう。お医者さんに感謝しよう。かかりつけの医師を確保しておこう」というキャンペーンを実施。危機回避に一応成功した。守る会が作った、軽い症状ならとりあえず自分で対応するためのマニュアル本が全国の自治体から注目されたほか、厚生労働大臣（当時）の舛添要一や内閣総理大臣（当時）の野田佳彦が視察に来るなど、大きな反響を呼んだ。柏原病院も存続再建される見通しとなり、これら一連の報道はネットや全国紙、テレビなど様々なメディアを通じて全国に知られるところとなった。

## その他
- 新聞発行のほか、単行本、機関誌、会報などの一般印刷も手がける。また、カルチャーセンター（俳句、川柳、短歌、英会話、書道、刺繍、童謡唱歌、日本舞踊、フラダンスなど）を営む。
- 本社（丹波新聞会館）を、イベント会場として貸し出している[1]。
- 一般新聞社と同様にして、記事で利用した写真販売を実施している[2]。
- 2023年頃より、Yahoo Japanポータルへの丹波地域で撮影した鳥関連の配信記事により、丹波新聞鳥部とコメント欄にて命名されてから、著作権名で利用している。